# Arkiv för nordisk filologi
Arkiv for/för nordisk filologi (‚Archiv für nordische Philologie‘) ist eine wissenschaftliche Zeitschrift, die Texte und Abhandlungen zu philologischen Themen in mehreren Sprachen herausgibt.

## Geschichte
Die Zeitschrift veröffentlicht philologische und linguistische Artikel über ältere nordische Literatur, skandinavische Studien oder nordische Sprachen. Gegründet wurde sie im Jahr 1882, um die neuesten Erkenntnisse der Sprachforschung der nordischen Region zu publizieren. Sie erscheint einmal jährlich als Broschüre an der Universität Lund.
Erste Überlegungen gab es bereits im Jahr 1881 beim zweiten Philologentreffen. Die ersten vier Ausgaben (auch als Folge 1 bezeichnet) des Arkiv for nordisk filologi wurden zunächst unter der Leitung von Gustav Storm herausgegeben und durch den Verlag J. W. Cappelen (1882–1888) in Christiania (Oslo) gedruckt. Es war die erste Zeitschrift, die sich dem Studium der nordischen Sprachen und des nordischen literarischen Lebens widmete. Ab 1889 wurde die „ny följd“ (Neue Folge) unter Leitung von Axel Kock beim „C. W. K. Gleerups förlag“ in Lund unter dem Titel Arkiv för nordisk filologi veröffentlicht (von 1890 bis 1944 auch in Leipzig bei Otto Harrassowitz). Die Journale enthielten je vier Hefte und kosteten 6 Kronen.
Die Zeitschrift wird seit 1966 durch den „Axel Kocks fond för nordisk filologi“ unterstützt und mit dem Titelzusatz Arkiv för nordisk filologi. ANF / utg. med understöd av Nordiska Publiceringsnämnden för Humanistiska och Samhällsvetenskapliga Tidskrifter Axel Kocks Fond för Nordisk Filologi an der Universität Lund herausgegeben.
Zu den Autoren gehörten unter anderem:
- Sophus Bugge
- Gustav Storm
- Marius Nygaard
- Adolf Noreen
- Björn Magnússon Ólsen
- Axel Kock
- Theodor Wisén
- Esaias Tegnér der Jüngere
- Kristian Kålund
- Konráð Gíslason
- Jón Thorkelsson
- Sigurd Agrell
- Eugen Mogk
- Hugo Gering
- Hermann Schneider
- Richard Constant Boer
- Margarete Andersson-Schmitt
- William A. Craigie

| Zeitraum  | Name                                 |
| --------- | ------------------------------------ |
| 1883–1888 | Gustav Storm                         |
| 1889–1928 | Axel Kock                            |
| 1929–1937 | Emil Olson                           |
| 1939–1942 | Erik Noreen                          |
| 1944–1967 | Karl Gustav Ljunggren                |
| 1968–1978 | Ture Johannisson                     |
| 1979–1987 | Sven Benson                          |
| 1988–1996 | Bengt Pamp, Christer Platzack        |
| 1997–2007 | Göran Hallberg, Christer Platzack    |
| 2007–     | Lars-Olof Delsing, Karl G. Johansson |